# Silberschmidtgambiet
Het Silberschmidtgambiet is in het schaken een variant van de schaakopening Koningsgambiet.
Het begint met de volgende zetten: 1.e4 e5 2.f4 exf4 3.Pf3 g5 4.Lc4 g4 5.Pe5 Dh4 6.Kf1 Ph6.
Eco-code C 37.
Dit gambiet was in het begin van de 19e eeuw al bekend.